# Conotrachelus cognatus
Conotrachelus cognatus – gatunek chrząszcza z rodziny ryjkowcowatych.

## Zasięg występowania
Płd. - wsch. USA - występuje w Georgi i na Florydzie.